# Grasmere
Grasmere – wieś w Anglii, w Kumbrii, w dystrykcie (unitary authority) Westmorland and Furness. Leży 49 km na południe od miasta Carlisle i 381 km na północny zachód od Londynu.